# Sitzenrodaer Bach
Der Sitzenrodaer Bach, teilweise auch  Neumühlbach oder einfach Dorfbach genannt, ist ein gut 12,4 Kilometer langer, rechter Zufluss des Heidebachs im Landkreis Nordsachsen in Deutschland.

## Geografie
Der Sitzenrodaer Bach entspringt zwischen den Ortschaften Sitzenroda und Schmannewitz in der Dahlener Heide im Sieben-Quellen-Tal. Im namensgebenden Dorf Sitzenroda verläuft er zwischen der S 24 und der Anrainerstraße Zum Quellental. Weiter bachabwärts streift er den Neumühlteich, fließt vorbei an dem Einzelgut Blankenau und dem Mockrehnaer Ortsteil Langenreichenbach. Etwas südlich von Klitzschen mündet er in den Heidebach, welcher gut 900 Meter weiter selbst in den Schwarzen Graben einfließt.

## Bildergalerie

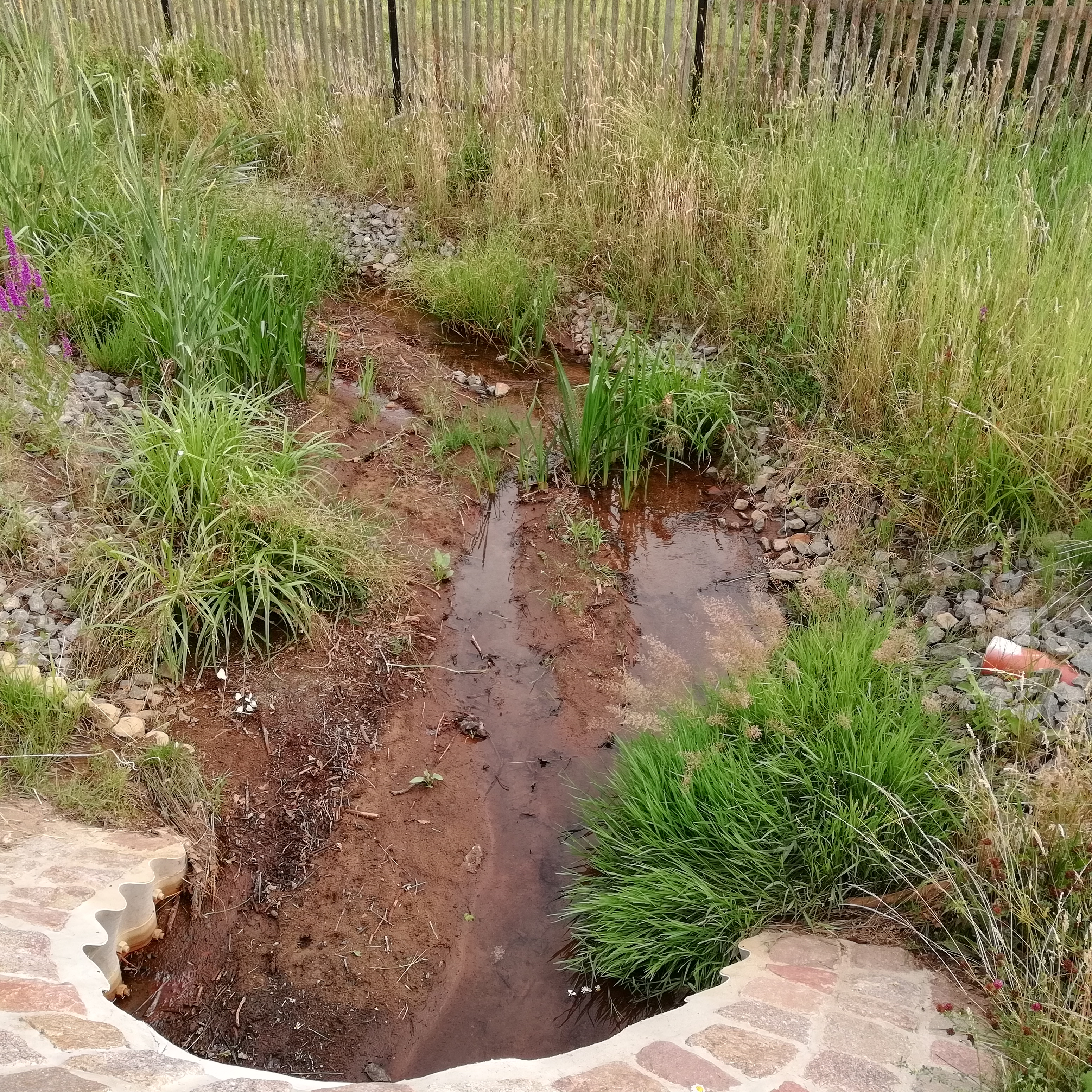
Brücke über den Oberlauf des Sitzenrodaer Baches in Sitzenroda bei geringem Abfluss
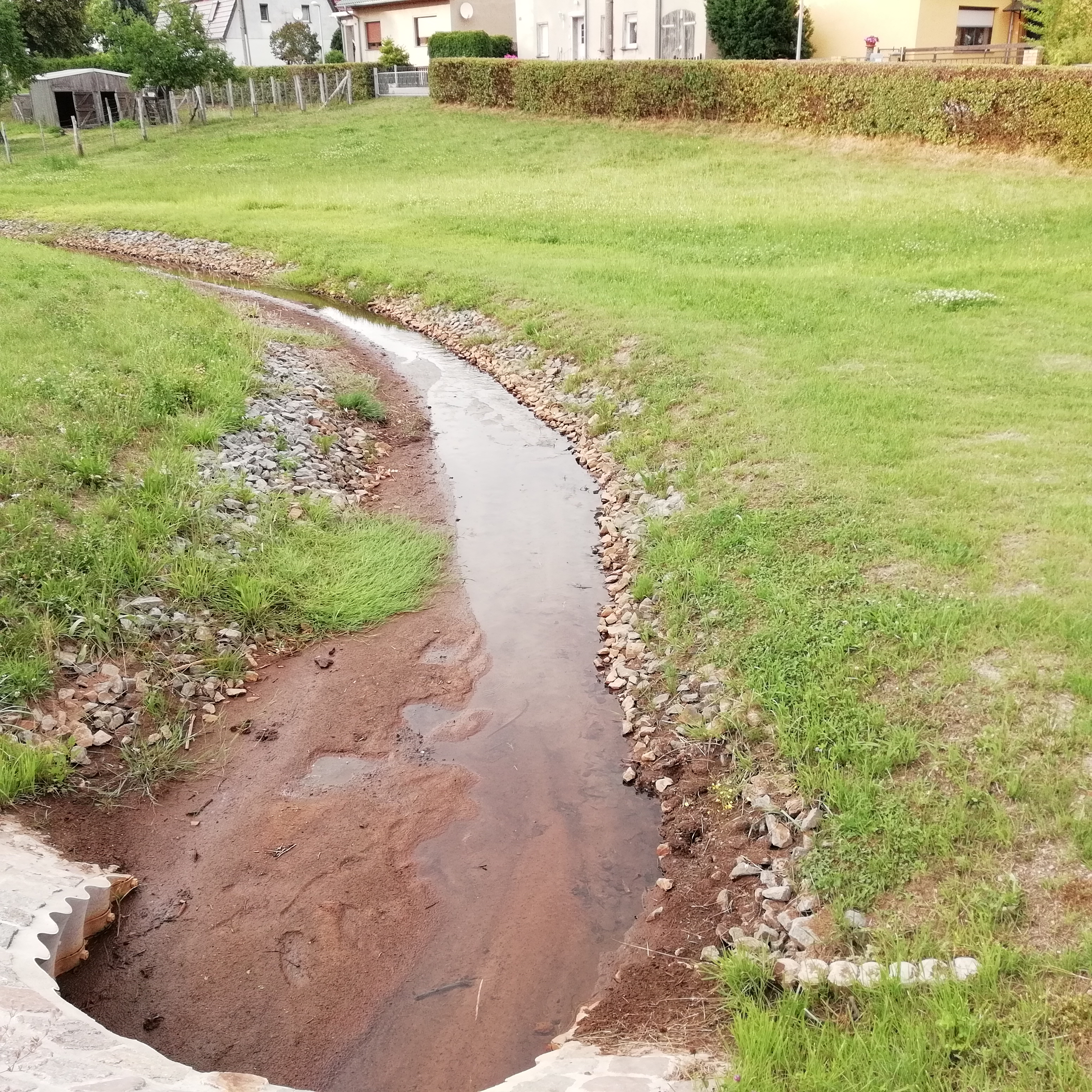
Brücke über den Oberlauf des Sitzenrodaer Baches in Sitzenroda bei geringem Abfluss